# Anoush NeVart
Anoush Nevart, conosciuta graficamente come Anoush NeVart (1947), è un'attrice statunitense.

## Filmografia

### Cinema
- Partnerperfetto.com (Must Dog Love), regia di Gary David Goldberg (2005)
- Una valigia a quattro zampe (More Dogs than Bones)

### Televisione
- Law & Order - Unità vittime speciali (Law & Order: Special Victims Unit) - serie TV, episodio 2x14 (2001)
- The Mysteries of Laura - serie TV, episodio 1x13 (2014)
- Jeremy senza freni! (Blurt!) - film TV (2018)

## Doppiatrici italiane
- Lorenza Biella in Partnerperfetto.com, Una valigia a quattro zampe, Jeremy senza freny! (BLURT!) e The Mysteries of Laura
- Paola Majano in Law & Order - Unità vittime speciali